# Nation française de l'Université de Paris

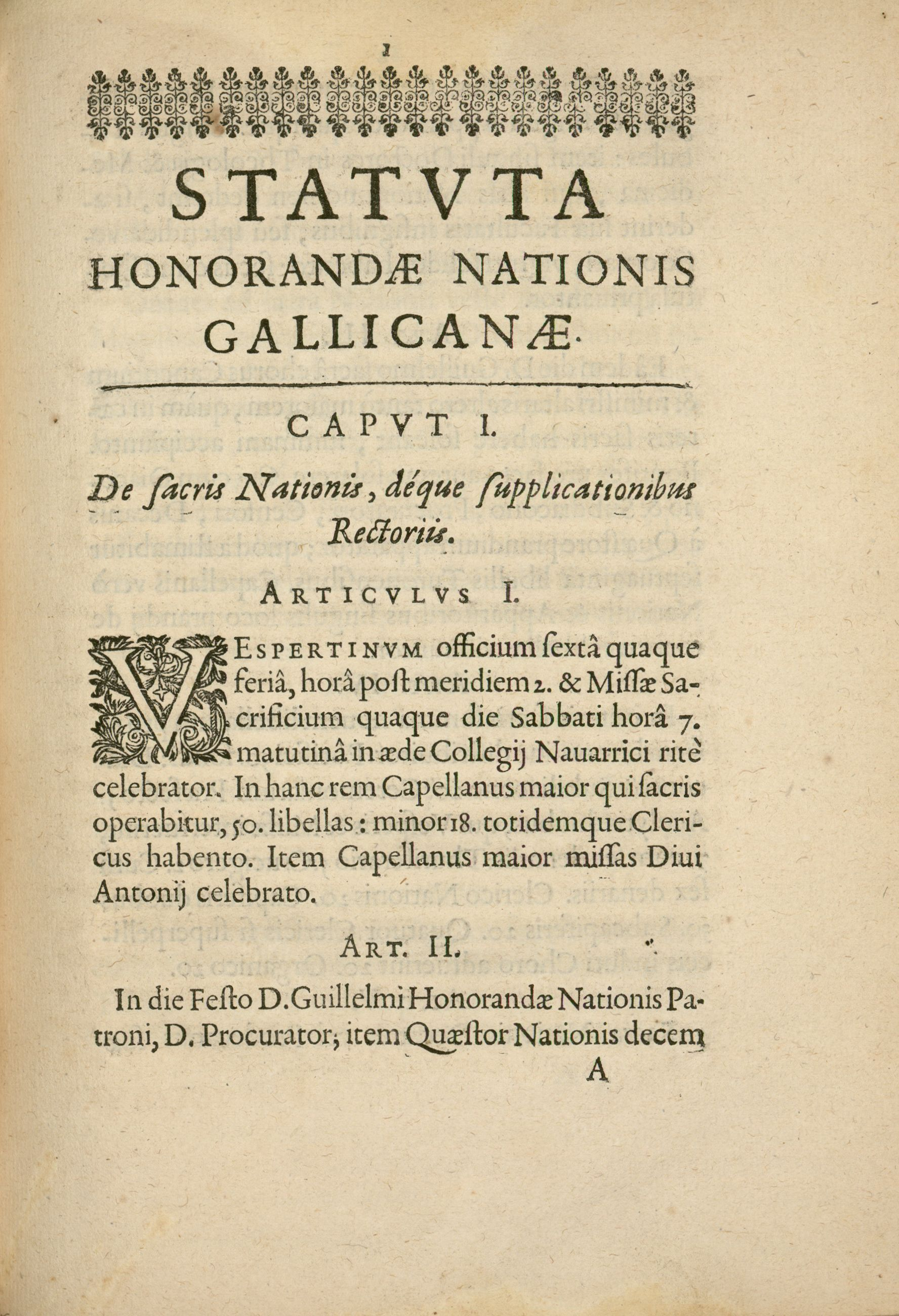
Statuta honorandæ nationis gallicanæ, recognita et reformata (Bibliothèque de la Sorbonne, NuBIS)

La Nation française était une des quatre nations composant la Faculté des arts de l'ancienne université de Paris, avec les nations normande, picarde, et anglaise (devenue allemande par la suite).
La Nation de France était ainsi en 1450 divisée de la sorte : 
| - Province de Paris - diocèse de Paris - diocèse de Meaux - diocèse de Chartres - Province de Reims - diocèse de Reims - diocèse de Senlis - diocèse de Soissons - Châlons - diocèse de Toul - Metz - Verdun - Province de Tours - diocèse de Tours - diocèse d'Angers - Mans - diocèse de Dol - diocèse de Quimper - diocèse de Nantes - diocèse de Saint-Malo | - Province de Sens - diocèse de Sens - diocèse d'Auxerre - diocèse de Troyes - diocèse de Langres - diocèse de Besançon - diocèse de Lausanne - diocèse de Tarentaise - diocèse d'Aoste - diocèse de Maurienne - diocèse de Genève - diocèse de Bâle - diocèse de Grenoble - Diocèse de Die - diocèse de Vienne - diocèse de Belley - diocèse de Lyon - diocèse de Mâcon - diocèse de Chalon - diocèse d'Autun - diocèse de Nevers - diocèse d'Orléans - diocèse de Pamiers | - Province de Bourges - diocèse de Bourges - diocèse de Limoges - diocèse de Poitiers - diocèse de Clermont - diocèse du Puy - diocèse de Viviers - diocèse de Nîmes - diocèse de Maguelonne - diocèse de Narbonne - diocèse de Béziers - diocèse de Saintes - diocèse d'Uzès - diocèse de Luçon - diocèse de Tulle - diocèse de Genève - diocèse de Valence - diocèse de Vence - diocèse d'Arles - diocèse de Toulouse - diocèse de Bordeaux |